# Luis Peralta
Luis Ángel Peralta Ramírez là một cầu thủ bóng đá người Nicaragua thi đấu cho Deportivo Walter Ferretti.